# Fiorentino
Fiorentino este un oraș în San Marino. Are o suprafață de 6.57 km².